# Desafío de Azcoitia

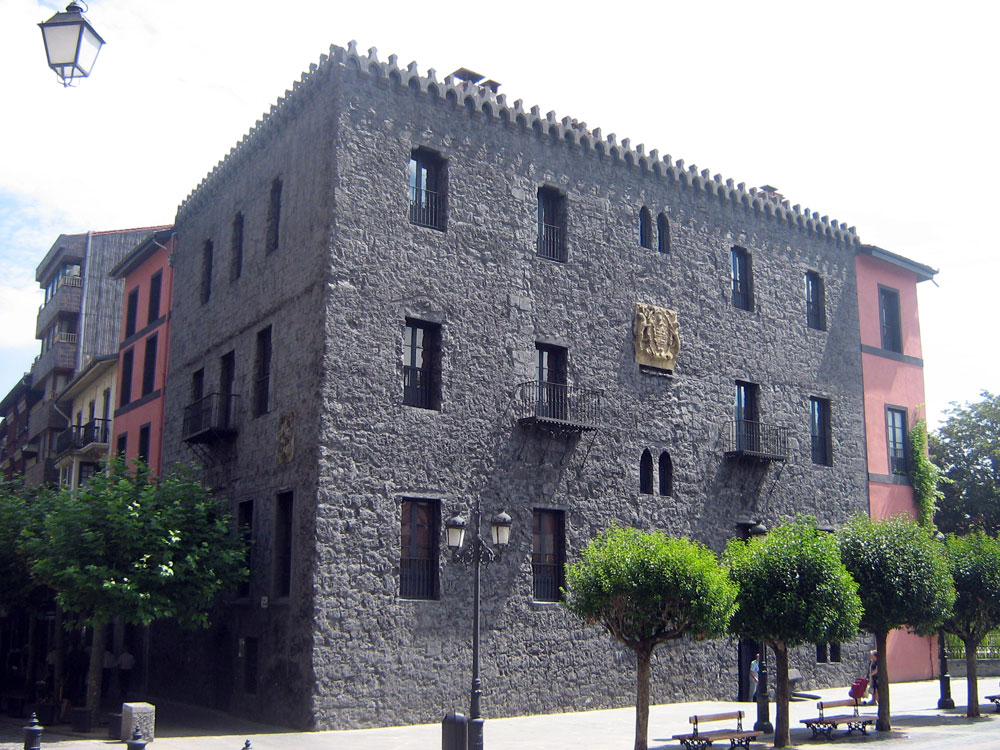
Torre Idiáquez, Azcoitia.

El desafío de Azcoitia fue un reto, a duelo singular, lanzado por los parientes mayores, nobleza feudal vasca organizada en bandos, a las villas, sus dirigentes y vecinos, en julio de 1456.
El desafío se escenificó clavándolo en la puerta suroriental de la Torre Idiáquez de Azcoitia en Guipúzcoa.
La consecuencia inmediata a este desafío fue la disolución por orden de Enrique IV de Castilla de las tropas banderizas, la expulsión de los parientes mayores durante uno a cuatro años a la frontera andaluza para combatir en la Reconquista, y el derribo o desmoche de sus casas-torre. Esta medida afianzó definitivamente en el territorio vasco el poder de la autoridad real, las villas y las Hermandades de Guipúzcoa, Vizcaya y Álava.